# Железничко стајалиште Палилулска рампа
Палилулска рампа је железничко стајалиште у Нишу, у градској општини Палилула, на 1,5  од Нишке железничке станице. Станица се налази на прузи Ниш—Димитровград која се налази на источном краку железничког коридора 10.
По реду вожње за 2023/2024. годину, путнички возови не саобраћају овом деоницом.